# Family Guy mùa 1
Mùa đầu tiên của Family Guy được phát sóng trên Fox từ ngày 31 tháng 1 đến ngày 16 tháng 5 năm 1999, mùa phim gồm bảy tập và trở thành mùa ngắn nhất của chương trình tính đến nay. Bộ phim kể về gia đình Griffin, một gia đình không hòa thuận bao gồm người cha Peter, mẹ Lois, cô con gái Meg, hai cậu con trai Chris, Stewie và chú chó nhân hóa — Brian, họ sống ở quê nhà Quahog, một thành phố hư cấu nằm ở tiểu bang Rhode Island của Hoa Kỳ. Chương trình có sự tham gia lồng tiếng của nhà sáng tạo tác phẩm Seth MacFarlane, Alex Borstein, Seth Green và Lacey Chabert trong vai các thành viên của gia đình Griffin. Giám đốc sản xuất cho mùa đầu tiên là David Zuckerman và MacFarlane. Đây cũng là mùa duy nhất Chabert tham gia lồng tiếng, cô được thay thế bằng Mila Kunis trong những mùa tiếp theo của loạt phim, bắt đầu từ tập thứ ba "Da Boom" ở mùa hai.
Tập phim đầu tiên (và cũng là tập ra mắt loạt phim) "Death Has a Shadow" lên sóng nối tiếp ngay sau giải đấu Super Bowl lần thứ 33 và thu hút được 22,01 triệu khán giả theo dõi. Các tập còn lại của mùa đầu tiên phát sóng từ ngày 11 tháng 4 đến ngày 16 tháng 5 năm 1999, chúng được phát vào các ngày Chủ nhật trong tuần. Sau mùa đầu tiên, bộ phim rời lịch chiếu vào tối Chủ Nhật và không lên sóng trong ngày hôm đó cho đến năm 2005. Bộ phim nhận được nhiều lời khen ngợi từ hầu hết các nhà phê bình, đặc biệt là hai tập "I Never Met the Dead Man" và "Brian: Portrait of a Dog", tuy nhiên một số nhà phê bình lại không thích chủ đề của các tập phim. Bộ DVD Volume One (gồm hai mùa một và hai với 28 tập) được phát hành tại Vùng 1 vào ngày 15 tháng 4 năm 2003, Vùng 2 vào ngày 12 tháng 11 năm 2001 và Vùng 4 vào ngày 20 tháng 10 năm 2003. Kể từ đó bộ phim đã được phát sóng đồng bộ.

## Phát triển

### Ý tưởng

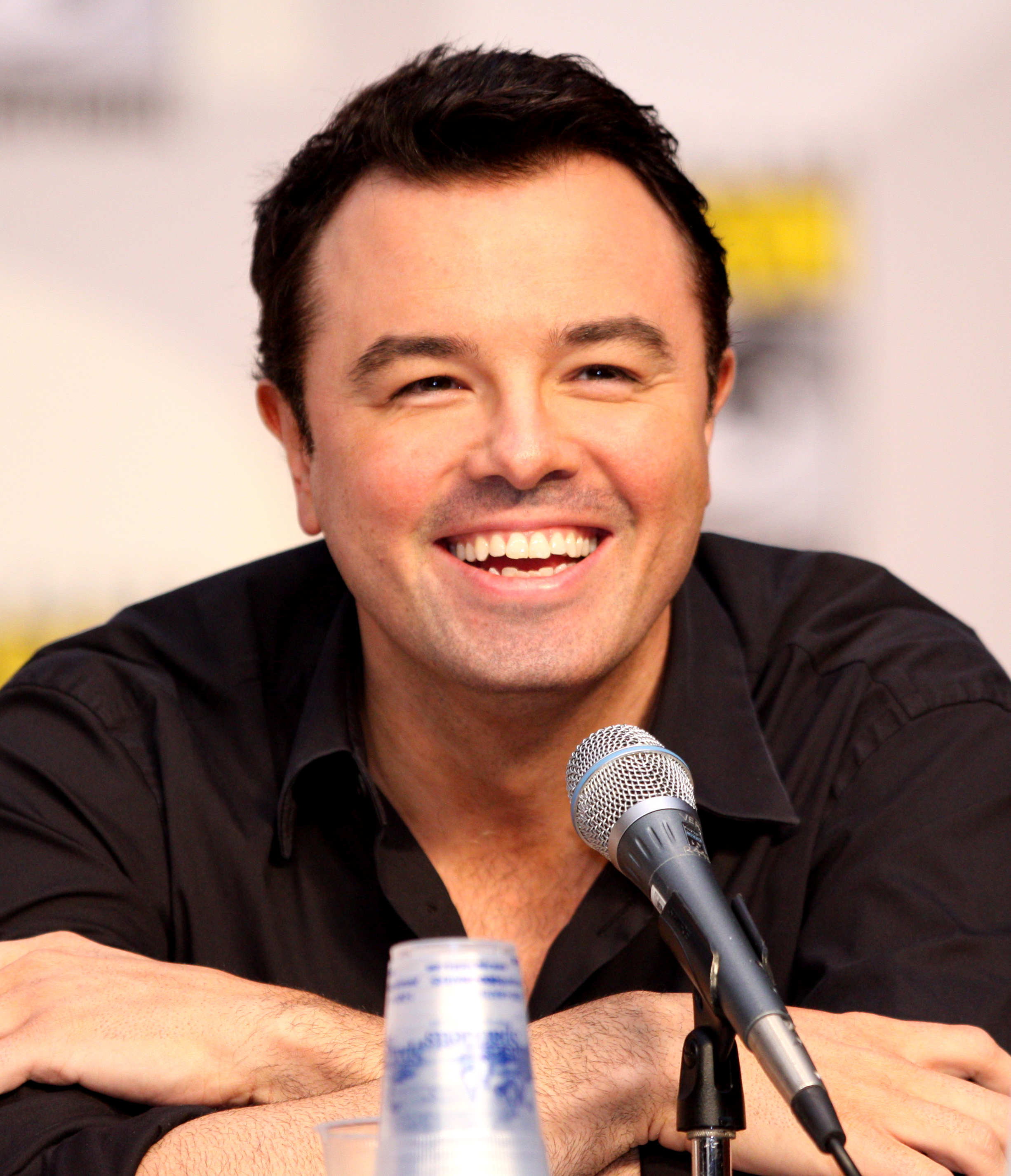
Seth MacFarlane hình thành ý tưởng cho Family Guy khi đang thực hiện bộ phim luận văn ở trường đại học.

Seth MacFarlane hình thành nên ý tưởng cho Family Guy vào năm 1995 khi đang theo học về hoạt hình tại Trường Thiết kế Rhode Island (RISD). Tại đây, anh đã tạo nên bộ phim luận văn của mình The Life of Larry, và giáo sư của anh tại RISD sau này đã gửi tác phẩm của anh cho xưởng phim hoạt hình Hanna-Barbera và MacFarlane được xưởng phim này thuê. Năm 1996, MacFarlane tạo ra phần tiếp theo của The Life of Larry mang tên Larry and Steve, trong đó có một nhân vật trung niên tên là Larry và một chú chó trí tuệ, Steve; đoạn phim ngắn này được phát sóng vào năm 1997 với tư cách là một trong những tập phim trong loạt phim World Premiere Toons của Cartoon Network.
Các nhà quản lý tại Fox đã xem được bộ phim ngắn về Larry và ký hợp đồng với MacFarlane để tạo ra một loạt phim mang tên Family Guy. Fox đề xuất MacFarlane hoàn thành một đoạn phim ngắn 15 phút và cấp kinh phí cho anh là 50.000 USD. Một số khía cạnh trong Family Guy được lấy cảm hứng từ bộ phim ngắn về Larry. Trong khi thực hiện bộ phim, Larry và Steve dần dần phát triển thành Peter và Brian. Sau khi tập phim thử nghiệm được phát sóng, bộ phim đã được bật đèn xanh và được tiếp tục sản xuất.

### Nhân sự

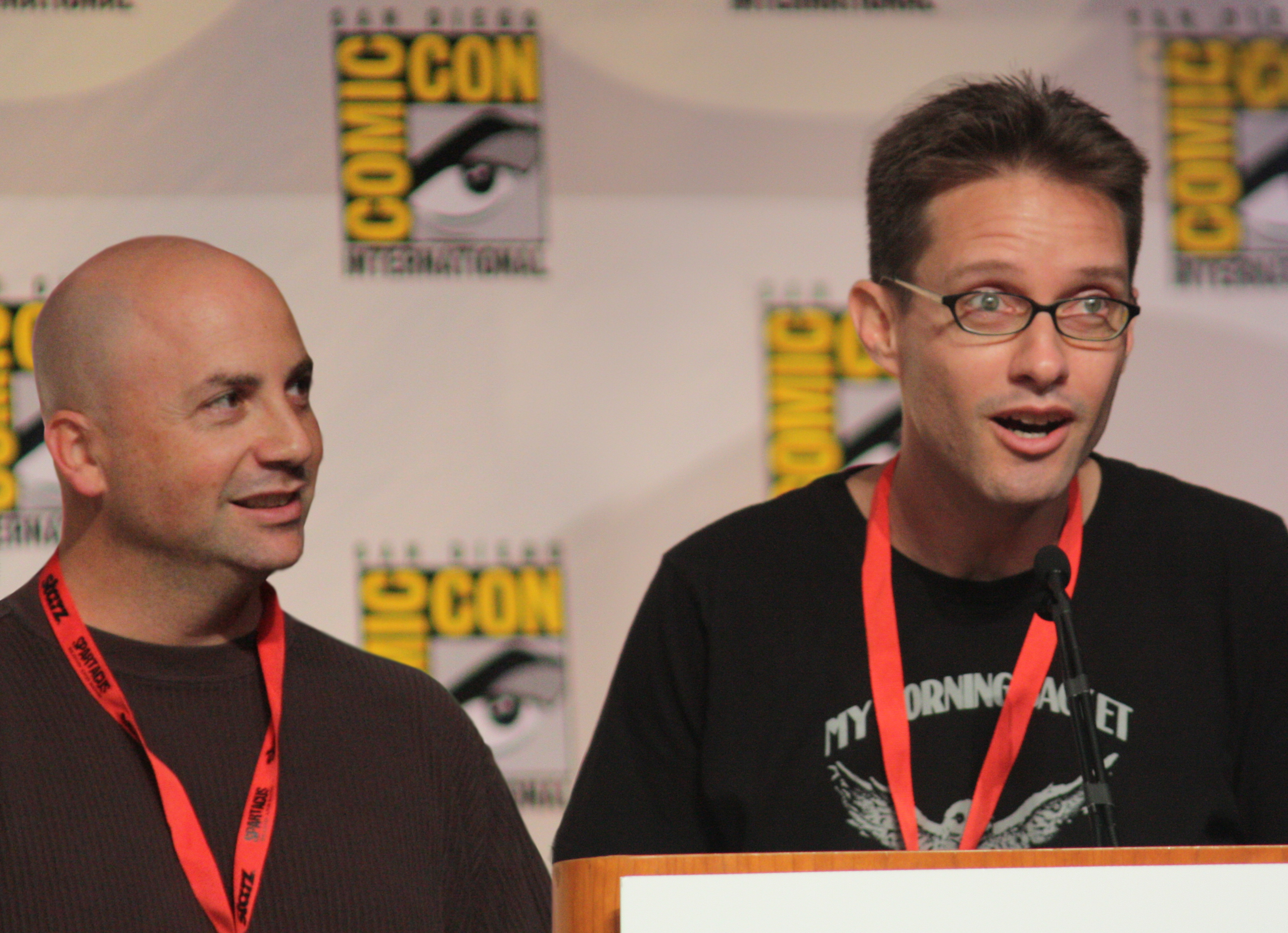
Matt Weitzman (trái) và Mike Barker đóng vai trò đồng sản xuất cho mùa phim này.

Mùa phim này được phát sóng trên kênh Fox ở Hoa Kỳ. David Zuckerman và MacFarlane là giám đốc sản xuất cho mùa đầu tiên này. MacFarlane còn đảm nhận vai trò nhà sản xuất phim truyền hình. Nhà sản xuất của mùa này là Sherry Gunther, cùng với Mike Barker và Matthew Weitzman là nhà đồng sản xuất. Các nhà sản xuất khác bao gồm Craig Hoffman, Danny Smith, Gary Janetti và John Riggi.
Đội ngũ biên kịch bao gồm MacFarlane, Chris Sheridan, Neil Goldman, Garrett Donovan, Ricky Blitt, Andrew Gormley, giám sát sản xuất Danny Smith và Gary Janetti, nhà đồng sản xuất Matt Weitzman và Mike Barker, và diễn viên lồng tiếng Mike Henry. Có sáu đạo diễn cho bảy tập, Michael DiMartino làm đạo diễn cho hai tập phim. Peter Shin đảm nhận vai trò là đạo diễn diễn hoạt cho cả mùa phim. Walter Murphy sáng tác các bản nhạc cho cả mùa phim, còn Stan Jones là người biên tập phim.

### Dàn diễn viên
Mùa đầu tiên này có dàn diễn viên bao gồm bốn diễn viên chính. MacFarlane lồng tiếng cho Peter Griffin, một công nhân cổ cồn xanh và là gia trưởng của gia đình Griffin. Đứa bé thiên tài độc ác Stewie và chú chó cưng Brian được nhân cách hóa đều được lồng tiếng bởi MacFarlane. Các thành viên khác trong gia đình bao gồm Lois Griffin là vợ của Peter, cô có tính trách nhiệm nhưng lại có thêm phần tính cách nổi loạn, do Alex Borstein lồng tiếng; cô con gái tuổi teen Meg với tính cách nóng nảy, giận dữ và luôn chán ghét bản thân mình, nhân vật này do Lacey Chabert lồng tiếng; và cậu con trai tuổi teen ngốc nghếch nhưng đáng yêu của gia đình họ, Chris, do Seth Green lồng tiếng. Bắt đầu từ tập thứ ba của mùa thứ hai, Chabert được thay thế bởi Mila Kunis trong suốt phần còn lại của loạt phim.
Phần này có một số nhân vật phụ bao gồm Lori Alan trong vai Diane Simmons, một người đưa tin địa phương. Mike Henry trong vai Cleveland Brown, hàng xóm và là bạn của gia đình Griffin; Patrick Warburton trong vai Joe Swanson, một người hàng xóm khuyết tật; và Jennifer Tilly trong vai Bonnie Swanson, người vợ đang mang thai của Joe. Các nhân vật thường xuyên xuất hiện khác bao gồm Carlos Alazraqui trong vai Jonathan Weed, ông chủ của Peter, và Phil LaMarr trong vai Ollie Williams. Họa sĩ truyện tranh Butch Hartman lồng tiếng cho một số nhân vật phụ.

### Viết kịch bản
Trong mùa đầu tiên, các nhà biên kịch đã chia sẻ về một văn phòng đơn do đội sản xuất King of the Hill cho họ mượn. Phần lớn các nhà biên kịch phải đồng thuận về ý tưởng của một tập phim trước khi gửi nó cho MacFarlane phê duyệt, ý tưởng cuối cùng phải nhận được sự đồng ý từ Fox trước khi bắt đầu sản xuất. Trong các cuộc phỏng vấn và trên phần bình luận DVD của mùa một, MacFarlane giải thích rằng anh là một fan hâm mộ của các chương trình phát thanh những năm 1930 và 1940, đặc biệt là tuyển tập kinh dị Suspense, do đó tập đầu có các tựa như "Death Has a Shadow" và "Mind Over Murder". Đội ngũ sản xuất cuối cùng đã bỏ quy ước đặt tên này sau khi tính mới mẻ không còn nữa.

## Các tập
| TT. tổng thể | TT. trong mùa phim | Tiêu đề                    | Đạo diễn                | Biên kịch                      | Ngày phát hành gốc  | Mã sản xuất | Người xem tại Hoa Kỳ (triệu) |
| --- | ------------------ | -------------------------- | ----------------------- | ------------------------------ | ------------------- | ----------- | ---------------------------- |
| 1 | 1                  | "Death Has a Shadow"       | Peter Shin              | Seth MacFarlane                | 31 tháng 1 năm 1999 | 1ACX01      | 22.00                        |
| Peter nộp đơn xin trợ cấp xã hội để hỗ trợ gia đình sau khi mất việc. Anh ta nhận được một tấm séc trị giá 150.000 đô la thay vì 150 đô một tuần do sai dấu thập phân và dùng nó để mua những món quà xa xỉ cho gia đình mình. Lois rất buồn khi biết chuyện sau khi nhận được tấm séc trợ cấp mới qua thư; Peter cố gắng làm cho cô ấy hạnh phúc bằng cách lái khinh khí cầu ở giải đấu Super Bowl XXXIII và thả số tiền dư thừa của mình ra khỏi khinh khí với sự giúp đỡ của Brian. Cả hai sau đó đều bị nhân viên bảo vệ bắt giữ và bị truy tố về tội gian lận trợ cấp. Tại tòa án, Lois cầu xin thẩm phán đừng bỏ tù Peter; Stewie đành miễn cưỡng nhận ra sự phụ thuộc của mình vào cha mẹ, đã khiến thẩm phán phải xem xét lại bản án. |                    |                            |                         |                                |                     |             |                              |
| 2 | 2                  | "I Never Met the Dead Man" | Michael Dante DiMartino | Chris Sheridan                 | 11 tháng 4 năm 1999 | 1ACX02      | 14.50                        |
| Peter đã trở nên nghiện tivi. Trong khi lái xe đưa Meg về nhà, anh ta bị phân tâm bởi tivi ở một ngôi nhà gần đó đang chiếu chương trình gì và đâm vào trạm phát sóng của thành phố, cắt toàn bộ sóng truyền hình của thị trấn Quahog. Peter hoảng sợ đánh cắp máy phát và thuyết phục Meg chịu trách nhiệm về sự cố ngừng hoạt động. Stewie đánh cắp chảo vệ tinh để tạo ra thiết bị kiểm soát thời tiết. Anh ta đau khổ do hội chứng cai nghiện gây ra vì thiếu tivi, Peter buộc một tấm bìa cứng giống màn hình tivi vào người, khiến nó trông như thể thế giới là một chương trình truyền hình. Meg thú nhận rằng cha cô là người thực sự gây ra sự cố đứt cáp, khiến cả thị trấn quay lưng lại với ông; anh chỉ được cứu khi Lois có một bài phát biểu chân thành trước cộng đồng. Sau khi được truyền cảm hứng, Peter đưa cả gia đình đến nhiều hoạt động ngoài trời khác nhau, khiến họ nhanh chóng kiệt sức; sau đó anh đi cùng William Shatner. Trong khi đó, cỗ máy kiểm soát thời tiết của Stewie tạo ra mưa bão; Trong khi Meg đang tập lái xe thì cơn bão khiến cô vô tình tông vào Shatner và Peter, giết chết Shatner và khiến Peter phải nhập viện. Khi cha cô đang trong quá trình hồi phục với tình trạng bó bột toàn thân, ông buộc phải xem tivi và khiến ông lại bị nghiện. |                    |                            |                         |                                |                     |             |                              |
| 3 | 3                  | "Chitty Chitty Death Bang" | Dominic Polcino         | Danny Smith                    | 18 tháng 4 năm 1999 | 1ACX04      | 13.78                        |
| Peter vô tình làm mất bàn đã đặt trước cho bữa tiệc sinh nhật đầu tiên của Stewie tại một nhà hàng địa phương và phải tổ chức một bữa tiệc mới. Trong khi đó, Stewie hiểu sai ý nghĩa của ngày "sinh nhật", cho rằng Người đàn ông mặc áo trắng bí ẩn đưa cậu ra khỏi bụng mẹ khi còn nhỏ sẽ quay trở lại ép cậu quay trở lại bụng của Lois. Peter không tổ chức được bữa tiệc đúng lúc cho sinh nhật của Stewie và phải tổ chức lại cuộc diễu hành xiếc ở tại sân sau của nhà Griffins. Anh ta cho phép Meg đến dự một "bữa tiệc" tại nhà bạn cô mà không nhận ra rằng đó là một buổi lễ sùng bái nơi những người tham dự sẽ tự sát hàng loạt bằng cách uống nước trái cây tẩm độc. Peter tìm lại Meg trước khi các thành viên giáo phái uống nước tự tử. Người đứng đầu giáo phái nhận thấy Meg chưa uống; ông ta khoác chiếc áo choàng trắng và đi đến nhà của gia đình Griffin. Stewie gài bẫy và giết chết thủ lĩnh giáo phái vì nghĩ rằng hắn là Người đàn ông mặc áo trắng. |                    |                            |                         |                                |                     |             |                              |
| 4 | 4                  | "Mind Over Murder"         | Roy Allen Smith         | Neil Goldman & Garrett Donovan | 25 tháng 4 năm 1999 | 1ACX03      | 11.69                        |
| Stewie đã bắt đầu mọc răng; Lois giải thích với cậu rằng nỗi đau sẽ mất đần theo thời gian, vì vậy cậu ấy quyết định chế tạo một cỗ máy thời gian. Lois yêu cầu Peter đưa Chris đi xem một trận bóng đá; ở đó, Peter đấm một phụ nữ đang mang thai và bị quản thúc tại gia. Peter quyết định mở một quán bar dưới tầng hầm để bạn bè đến thăm; nó trở thành một điểm nóng và Lois trở nên khó chịu cho đến khi cô ấy hát ở quán bar. Peter trở nên ghen tị và nhờ vợ của bạn bè lôi họ ra khỏi quán bar. Một điếu thuốc bắt lửa, khi Peter và Lois nhận ra điều đó và cố gắng trốn thoát, cỗ máy thời gian của Stewie đưa mọi người quay trở lại thời điểm Lois yêu cầu Peter đưa Chris đi xem trận bóng. Lần này, Peter vô tình ngã vào cỗ máy thời gian và phá hủy nó. |                    |                            |                         |                                |                     |             |                              |
| 5 | 5                  | "A Hero Sits Next Door"    | Monte Young             | Mike Barker & Matt Weitzman    | 2 tháng 5 năm 1999  | 1ACX05      | 12.61                        |
| Sau khi Peter làm Guillermo, nhân viên mới của Nhà máy đồ chơi Happy-Go-Lucky bị thương trong khi luyện tập bóng mềm, anh ta bị ông chủ Weed buộc phải tìm người thay thế cho trận đấu bóng mềm sắp tới. Trong khi đó, Lois gặp gia đình Swanson, hàng xóm mới của gia đình Griffin. Peter ban đầu khó chịu với Joe Swanson và không muốn trở thành bạn của anh, nhưng sau đó anh ta đã thuyết phục Joe chơi cho đội bóng mềm khi Lois đề cập rằng anh chơi bóng chày ở trường đại học. Sáng hôm sau khi tham gia trận đấu, Peter ngạc nhiên khi biết Joe sử dụng xe lăn. Kinh nghiệm của Joe đã giúp đội giành chiến thắng. Peter trở nên ghen tị với Joe và cố gắng trở thành anh hùng bằng cách ngăn chặn một vụ cướp; cuối cùng anh ta trở thành con tin cho đến khi Joe đứng ra thuyết phục được bọn cướp đầu hàng. Peter rất thất vọng, nhưng gia đình của anh đổng cảm và nói với anh chính là là anh hùng của họ. |                    |                            |                         |                                |                     |             |                              |
| 6 | 6                  | "The Son Also Draws"       | Neil Affleck            | Ricky Blitt                    | 9 tháng 5 năm 1999  | 1ACX06      | 11.20                        |
| Chris bị loại khỏi Hội Hướng đạo Thanh niên (Youth Scouts) (Boy Scouts phiên bản Family Guy) khi anh đụng phải thủ lĩnh của hội tại Soap Box Derby. Mặc dù Chris không thích các hoạt động của hướng đạo sinh và chỉ thích vẽ nhưng anh sợ nói chuyện đó với Peter. Khi Peter phát hiện ra, anh đã chở cả gia đình đến trụ sở chính của hội ở Manhattan để Chris được nhận lại. Khi dừng chân tại sòng bạc của Người Mỹ bản địa, Lois trở thành một kẻ nghiện cờ bạc và đánh mất chiếc xe hơi của gia đình. Vì mỗi một người Mỹ bản địa sẽ nhận được một phần lợi nhuận từ sòng bạc, Peter giả làm người Mỹ bản địa và anh được cử đi thực hiện một nhiệm vụ để chứng minh tài sản của mình. Chris đi cùng Peter để giải thích với Peter rằng cậu ấy chỉ thích vẽ. Sinh ra ảo giác vì đói, Peter bắt đầu nói chuyện với những cái cây được nhân cách hóa và nhìn thấy linh hồn hộ mệnh của mình, Fonz. Peter nhận ra tài năng vẽ của con trai mình; họ quay trở lại sòng bạc và đòi lại chiếc xe. |                    |                            |                         |                                |                     |             |                              |
| 7 | 7                  | "Brian: Portrait of a Dog" | Michael Dante DiMartino | Gary Janetti                   | 16 tháng 5 năm 1999 | 1ACX07      | 13.10                        |
| Quahog đang phải hứng chịu một đợt nắng nóng bất thường. Gia đình Griffin yêu cầu Brian tham gia một cuộc thi dành cho thú cưng và giải thưởng cao nhất là 500 đô la để họ có thể mua điều hòa nhiệt độ. Brian thể hiện các kỹ năng của mình tại buổi biểu diễn; Peter ra hiệu cho Brian xin đồ ăn, nhưng Brian thấy điều đó hạ thấp phẩm giá của mình và nhanh chóng rời đi. Trên đường về nhà, Peter và Brian xảy ra tranh cãi sau đó Brian ra khỏi xe; viên cảnh sát phạt Brian vì vi phạm luật dây xích thú cưng của địa phương. Về đến nhà, một cuộc tranh luận khác xảy ra và Peter đã đề cập việc anh đã tìm thấy Brian khi cậu còn là một con chó hoang. Tức giận vì Peter đã nói ra điều đó, Brian rời khỏi nhà, sau đó anh bị cộng đồng đối xử như một công dân hạng hai và phải ngủ ở bến xe buýt. Peter sau đó đã mua một con mèo mới để thay vào vị trí của Brian nhưng con mèo này lại rất nóng nảy, vì vậy gia đình Griffin đã bỏ rơi nó và tìm kiếm Brian. Vào thời điểm Peter quyết định nói lời xin lỗi Brian thì Brian đã bị cảnh sát bắt đi và chờ án tử hình. Brian bắt đầu tự bào chữa cho vụ án của mình nhưng bị gián đoạn khi tòa án nhận thấy rằng "thật ngu ngốc" khi nghe lời một con chó. Khi cậu ta sắp bị kết án, Peter bước vào và thay mặt cậu đưa ra lời kêu gọi đầy cảm xúc. Các thành viên của hội đồng thành phố xét xử vụ án vẫn không hề lung lay, nhưng khi Peter hối lộ họ 20 đô la mỗi người, Brian ngay lập tức được trả tự do, mọi cáo buộc chống lại cậu đều được bãi bỏ và cả thị trấn thể hiện sự tôn trọng mới với cậu. |                    |                            |                         |                                |                     |             |                              |

## Đón nhận

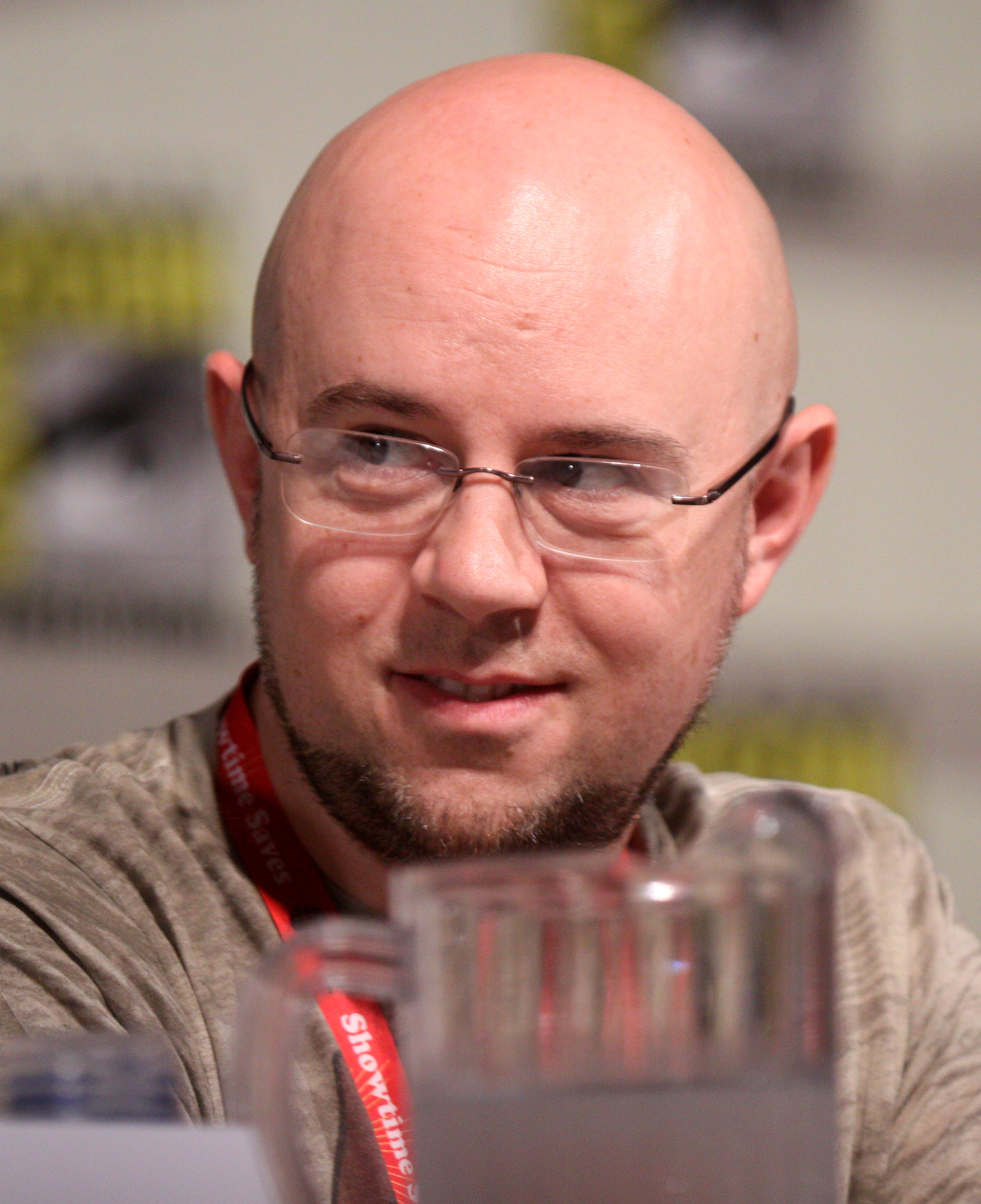
Michael Dante DiMartino, người đã đạo diễn hai tập phim được khán giả đón nhận nhiều nhất trong mùa, "I Never Met the Dead Man" và "Brian: Portrait of a Dog".

Mùa đầu tiên của Family Guy đã nhận về những đánh giá đa phần là tích cực. Ahsan Haque đến từ trang IGN gọi mùa đầu tiên của Family Guy là "cực kỳ ngắn nhưng mang tính đột phá", đồng thời còn nêu danh hai tập "Brian: Portrait of a Dog" và "I Never Met the Dead Man" là hai trong số những tập phim hay nhất của chương trình. Năm 2008, IGN đã đưa ý tưởng của Peter về việc gắn một tấm bìa cứng giống hình dạng của màn hình tivi quanh eo anh trong tập "I Never Met the Dead Man" vào danh sách "10 ý tưởng điên rồ nhất của Peter Griffin". Sau đó vào năm 2009, họ đưa kế hoạch đông lạnh cây bông cải xanh của Stewie cũng tại tập phim đó vào danh sách "10 kế hoạch độc ác nhất của Stewie". Một biên tập viên khác của IGN, Jeremy Conrad, bày tỏ rằng: "Không có nhiều chương trình truyền hình đủ dũng cảm hoặc đủ sắc bén để xúc phạm tất cả mọi người trên hành tinh này. [...] Nếu bạn thấy sự xúc phạm hài hước này thật buồn cười thì rất có thể bạn sẽ thích chương trình này."
David Williams đến từ DVD Movie Guide đã đưa ra đánh giá tích cực về Volume One của Family Guy và nói rằng mùa đầu tiên đã làm rất tốt trong việc giới thiệu các nhân vật của bộ phim, kết thúc bài đánh giá với lời bình "Nếu bạn là một fan hâm mộ của các chương trình như The Simpsons, South Park, Futurama, hoặc Married... with Children và tận hưởng sự hài hước mang tính thời sự, khô khan cũng như đầy tính bỡn cợt, thì Family Guy sẽ phù hợp với bạn". Aaron Beierle đến từ DVD Talk cũng đưa ra nhận định ở cuối bài đánh giá của mình rằng, "Xuất sắc, cực kỳ dí dỏm và vui nhộn một cách đen tối, Family Guy đáng tiếc đã bị hủy sau khi Fox tung ra khoảng sáu hoặc bảy khung giờ khác nhau. Những người hâm mộ chương trình chắc chắn nên chọn những bộ tuyệt vời này [sic], trong khi những ai chưa xem thì nên cân nhắc xem thử. Rất khuyến khích".
Một trong những đánh giá trái chiều đến từ Robin Pierson của The TV Critic, anh cho điểm tổng thể của mùa phim là 59/100. Mặc dù ca ngợi loạt phim này là "một thể loại phim hoạt hình hài có sự khác biệt rõ ràng nhằm tạo ra những trò đùa mà các phim hoạt hình khác không thể làm được" và nhận thấy "đủ hứa hẹn để tin tưởng rằng chương trình có thể trở nên thực sự hài hước", nhưng anh chỉ trích "bộ sưu tập truyện cười bằng việc hồi tưởng của mùa này hơi khập khiễng." Pierson coi "I Never Met the Dead Man" là tập hay nhất của mùa đầu tiên, và coi "The Son Also Draws" là tập phim tệ nhất mùa. Trò đùa trong đoạn kết của tập "The Son Also Draws" (trong đó Peter nói rằng "Canada tệ quá"), đã gây ra tranh cãi với khán giả Canada. Ken Tucker đã cho loạt phim này điểm D trong mục Entertainment Weekly, gọi phần hoạt hình của loạt phim này là sự vụng về, điều mà anh cho rằng đã khiến hoạt hình của Hanna-Barbera trông hiện đại. Anh cũng hy vọng rằng thay vì dành ra nửa tiếng để xem Family Guy thì những người thông minh nên tắt tivi đi và bắt đầu một cuộc tranh luận về các cuộc không kích ở Kosovo. Buổi ra mắt loạt phim Family Guy là chương trình nối tiếp Super Bowl XXXIII, đạt tổng cộng 22,01 triệu người xem.

## Băng đĩa
Mùa đầu tiên và mùa thứ hai được phát hành với tựa đề Family Guy Volume One, bộ hộp DVD bốn đĩa tiêu chuẩn này ra mắt ở Vùng 1 vào ngày 15 tháng 4 năm 2003. Được phân phối bởi 20th Century Fox Home Entertainment, bao gồm một số phần bổ sung trong DVD như bình luận của từng tập, cảnh hậu trường và các điểm quảng cáo trực tuyến. Các số lượng tập tương tự, không có các mục đặc biệt, được phát hành ở Vùng 2 vào ngày 12 tháng 11 năm 2001 và ở Vùng 4 vào ngày 20 tháng 10 năm 2003.